# Strigina
Strigina là một chi bướm đêm thuộc họ Erebidae.